# Стоунвол (Тексас)
Стоунвол (енгл. Stonewall) насељено је место без административног статуса у америчкој савезној држави Тексас.

## Демографија
По попису из 2010. године број становника је 505, што је 36 (7,7%) становника више него 2000. године.
| Група             | 2000.       | 2010.       |
| Белци             | 300 (64,0%) | 320 (63,4%) |
| Афроамериканци    | 0 (0,0%)    | 3 (0,6%)    |
| Азијати           | 0 (0,0%)    | 0 (0,0%)    |
| Хиспаноамериканци | 165 (35,2%) | 182 (36,0%) |
| Укупно            | 469         | 505         |